# 上海繞城高速道路
上海繞城高速道路（中文表記: 上海绕城高速公路, 道路番号G1503，またはA30公路、上海郊環線、G1501）は、中華人民共和国上海市にある、環状高速道路である。全長約189km。

## インターチェンジなど
記号：
- ↗ = インターチェンジ
- □ = ジャンクション
- Ｓ = サービスエリア
- ￥ = 料金所

上海郊環高速公路共設34個互通出入口和枢紐，以及1対服務区：
- ↗：拱極路
- ↗：滬南公路
- ↗：東大公路
- □：大亭（接S2滬芦高速公路）
- ↗：新四平公路
- ↗：瓦洪公路
- ↗：南奉公路
- ↗：浦星公路
- □：繞城高速莘奉金（接S4滬金高速公路）
- ↗：浦衛公路
- □：亭林（接G15瀋海高速公路）
- ↗：亭衛公路
- □：新農（接S36亭楓高速公路、S19新衛高速公路）
- ↗：新農
- ↗：泖港
- ↗：李塔匯
- □：大港（接G60滬昆高速公路）
- Ｓ：小昆山
- ↗：天馬
- □：繞城高速滬青平（接G50滬渝高速公路）
- ↗：重固
- ↗：白鶴
- □：安亭（接G2京滬高速公路、G42滬蓉高速公路）
- ↗：宝安公路
- ↗：嘉松北路
- □：嘉西（接G15瀋海高速公路）
- ↗：永盛路
- □↗：嘉定南門（接S5滬嘉高速公路）
- ↗：瀏翔公路
- ↗：滬太路
- ↗：薀川路
- ￥：月浦
- ↗：同済路
- ↗：宝楊路
- ↗：水産路
- □↗：同済路（接S20上海外環高速公路）